# لو آن مريديث
لو آن مريديث (بالإنجليزية: Lu Ann Meredith)‏ هي ممثلة أمريكية، ولدت في 7 يوليو 1913 في دالاس في الولايات المتحدة، وتوفيت في 12 نوفمبر 1998 في لانكستر في الولايات المتحدة.

## وصلات خارجية
- لو آن مريديث على موقع IMDb (الإنجليزية)